# Swamp Ravine
Der Swamp Ravine ist ein kurzer Bach an der Westküste von Dominica. Er verläuft im Parish St. John und mündet in der Prince Rupert Bay (Portsmouth Bay) ins Karibische Meer.

## Geographie
Der Swamp Ravine entspringt nordwestlich des Cotton Hill Estate (⊙), verläuft nach Südwesten und mündet nach wenigen hundert Metern am Nordrand von Portsmouth beim Feuchtgebiet von Cabrits ins Meer.
Nach Westen schließt sich das Einzugsgebiet des Bell Hall River an, der in der Douglas Bay ins Meer mündet, weiter östlich verläuft der Maloretour River.